# Västmanlands västra domsagas valkrets
Västmanlands västra domsagas valkrets var vid riksdagsvalen till andra kammaren 1866-1908 en egen valkrets med ett mandat. Valkretsen, som omfattade Åkerbo härad och Skinnskattebergs bergslag, avskaffades inför valet 1911 och området gick upp i Västmanlands läns västra valkrets.

## Riksdagsledamöter
- David Theodor von Schulzenheim (1867–1869)
- Bleckert Stenbäck (1870–1872)
- David Theodor von Schulzenheim (1873–1875)
- Gustaf Carlsson i Kröcklinge (1876–1881)
- Lars Nilsson i Viby, lmp (1882–1884)
- Per Ersson, lmp 1885–1887, gamla lmp 1888–1892 (1885–lagtima riksmötet 1892)
- Carl Wallbom, gamla lmp 1892–1894, lmp 1895–1896 (urtima riksmötet 1892–1896)
- Per Ersson, lmp (1897–1899)
- Ludvig Lorichs, lmp (1900–1902)
- Adolf Janson, lib s (29 mars 1903–1911)

## Valresultat

### 1896
| Andrakammarvalet i Sverige 1896: Västmanlands västra domsagas valkrets | Andrakammarvalet i Sverige 1896: Västmanlands västra domsagas valkrets | Andrakammarvalet i Sverige 1896: Västmanlands västra domsagas valkrets | Andrakammarvalet i Sverige 1896: Västmanlands västra domsagas valkrets | Andrakammarvalet i Sverige 1896: Västmanlands västra domsagas valkrets |
| Kandidat                                                               | Kandidat                                                               | Röster                                                                 | Röster                                                                 | Röster                                                                 |
| Kandidat                                                               | Kandidat                                                               | Antal                                                                  | %                                                                      | +− %                                                                   |
| ---------------------------------------------------------------------- | ---------------------------------------------------------------------- | ---------------------------------------------------------------------- | ---------------------------------------------------------------------- | ---------------------------------------------------------------------- |
|                                                                        | Per Ersson                                                             | 410                                                                    | 60,9                                                                   |                                                                        |
|                                                                        | Carl Wallbom                                                           | 261                                                                    | 38,8                                                                   |                                                                        |
|                                                                        | Övriga kandidater                                                      | 2                                                                      | 0,3                                                                    |                                                                        |
| Antal giltiga röster                                                   | Antal giltiga röster                                                   | 673                                                                    |                                                                        |                                                                        |
| Kasserade röster                                                       | Kasserade röster                                                       | 1                                                                      |                                                                        |                                                                        |
| Totalt                                                                 | Totalt                                                                 | 674                                                                    |                                                                        |                                                                        |

### 1899
| Andrakammarvalet i Sverige 1899: Västmanlands västra domsagas valkrets | Andrakammarvalet i Sverige 1899: Västmanlands västra domsagas valkrets | Andrakammarvalet i Sverige 1899: Västmanlands västra domsagas valkrets | Andrakammarvalet i Sverige 1899: Västmanlands västra domsagas valkrets | Andrakammarvalet i Sverige 1899: Västmanlands västra domsagas valkrets |
| Kandidat                                                               | Kandidat                                                               | Röster                                                                 | Röster                                                                 | Röster                                                                 |
| Kandidat                                                               | Kandidat                                                               | Antal                                                                  | %                                                                      | +− %                                                                   |
| ---------------------------------------------------------------------- | ---------------------------------------------------------------------- | ---------------------------------------------------------------------- | ---------------------------------------------------------------------- | ---------------------------------------------------------------------- |
|                                                                        | Ludvig Lorichs                                                         | 490                                                                    | 56,9                                                                   |                                                                        |
|                                                                        | Carl Wallbom                                                           | 368                                                                    | 42,8                                                                   | ▲4,0                                                                   |
|                                                                        | Övriga kandidater                                                      | 3                                                                      | 0,3                                                                    |                                                                        |
| Antal giltiga röster                                                   | Antal giltiga röster                                                   | 861                                                                    |                                                                        |                                                                        |
| Kasserade röster                                                       | Kasserade röster                                                       | 2                                                                      |                                                                        |                                                                        |
| Totalt                                                                 | Totalt                                                                 | 863                                                                    |                                                                        |                                                                        |

Valet ägde rum den 12 september 1899.

### 1902
| Andrakammarvalet i Sverige 1902: Västmanlands västra domsagas valkrets | Andrakammarvalet i Sverige 1902: Västmanlands västra domsagas valkrets | Andrakammarvalet i Sverige 1902: Västmanlands västra domsagas valkrets | Andrakammarvalet i Sverige 1902: Västmanlands västra domsagas valkrets | Andrakammarvalet i Sverige 1902: Västmanlands västra domsagas valkrets |
| Kandidat                                                               | Kandidat                                                               | Röster                                                                 | Röster                                                                 | Röster                                                                 |
| Kandidat                                                               | Kandidat                                                               | Antal                                                                  | %                                                                      | +− %                                                                   |
| ---------------------------------------------------------------------- | ---------------------------------------------------------------------- | ---------------------------------------------------------------------- | ---------------------------------------------------------------------- | ---------------------------------------------------------------------- |
|                                                                        | Erik Johan Thermænius                                                  | 601                                                                    | 50,1                                                                   |                                                                        |
|                                                                        | Adolf Janson                                                           | 597                                                                    | 49,8                                                                   |                                                                        |
|                                                                        | Övriga kandidater                                                      | 1                                                                      | 0,1                                                                    |                                                                        |
| Antal giltiga röster                                                   | Antal giltiga röster                                                   | 1,199                                                                  |                                                                        |                                                                        |
| Kasserade röster                                                       | Kasserade röster                                                       | 3                                                                      |                                                                        |                                                                        |
| Totalt                                                                 | Totalt                                                                 | 1,202                                                                  |                                                                        |                                                                        |

| Andrakammarvalet i Sverige 1902: Västmanlands västra domsagas valkrets | Andrakammarvalet i Sverige 1902: Västmanlands västra domsagas valkrets | Andrakammarvalet i Sverige 1902: Västmanlands västra domsagas valkrets | Andrakammarvalet i Sverige 1902: Västmanlands västra domsagas valkrets | Andrakammarvalet i Sverige 1902: Västmanlands västra domsagas valkrets |
| Kandidat                                                               | Kandidat                                                               | Röster                                                                 | Röster                                                                 | Röster                                                                 |
| Kandidat                                                               | Kandidat                                                               | Antal                                                                  | %                                                                      | +− %                                                                   |
| ---------------------------------------------------------------------- | ---------------------------------------------------------------------- | ---------------------------------------------------------------------- | ---------------------------------------------------------------------- | ---------------------------------------------------------------------- |
|                                                                        | Adolf Janson                                                           | 743                                                                    | 50,0                                                                   |                                                                        |
|                                                                        | Erik Johan Thermænius                                                  | 740                                                                    | 49,8                                                                   |                                                                        |
|                                                                        | Övriga kandidater                                                      | 3                                                                      | 0,2                                                                    |                                                                        |
| Antal giltiga röster                                                   | Antal giltiga röster                                                   | 1,486                                                                  |                                                                        |                                                                        |
| Kasserade röster                                                       | Kasserade röster                                                       | 3                                                                      |                                                                        |                                                                        |
| Totalt                                                                 | Totalt                                                                 | 1,489                                                                  |                                                                        |                                                                        |

| Andrakammarvalet i Sverige 1902: Västmanlands västra domsagas valkrets | Andrakammarvalet i Sverige 1902: Västmanlands västra domsagas valkrets | Andrakammarvalet i Sverige 1902: Västmanlands västra domsagas valkrets | Andrakammarvalet i Sverige 1902: Västmanlands västra domsagas valkrets | Andrakammarvalet i Sverige 1902: Västmanlands västra domsagas valkrets |
| Kandidat                                                               | Kandidat                                                               | Röster                                                                 | Röster                                                                 | Röster                                                                 |
| Kandidat                                                               | Kandidat                                                               | Antal                                                                  | %                                                                      | +− %                                                                   |
| ---------------------------------------------------------------------- | ---------------------------------------------------------------------- | ---------------------------------------------------------------------- | ---------------------------------------------------------------------- | ---------------------------------------------------------------------- |
|                                                                        | Adolf Janson                                                           | 809                                                                    | ≤ 50,9                                                                 |                                                                        |
|                                                                        | Erik Johan Thermænius                                                  | 779                                                                    | ≤ 49,1                                                                 |                                                                        |
|                                                                        | Övriga kandidater                                                      | -                                                                      |                                                                        |                                                                        |
| Antal giltiga röster                                                   | Antal giltiga röster                                                   | -                                                                      |                                                                        |                                                                        |
| Kasserade röster                                                       | Kasserade röster                                                       | -                                                                      |                                                                        |                                                                        |
| Totalt                                                                 | Totalt                                                                 | -                                                                      |                                                                        |                                                                        |

### 1905
| Andrakammarvalet i Sverige 1905: Västmanlands västra domsagas valkrets | Andrakammarvalet i Sverige 1905: Västmanlands västra domsagas valkrets | Andrakammarvalet i Sverige 1905: Västmanlands västra domsagas valkrets | Andrakammarvalet i Sverige 1905: Västmanlands västra domsagas valkrets | Andrakammarvalet i Sverige 1905: Västmanlands västra domsagas valkrets |
| Kandidat                                                               | Kandidat                                                               | Röster                                                                 | Röster                                                                 | Röster                                                                 |
| Kandidat                                                               | Kandidat                                                               | Antal                                                                  | %                                                                      | +− %                                                                   |
| ---------------------------------------------------------------------- | ---------------------------------------------------------------------- | ---------------------------------------------------------------------- | ---------------------------------------------------------------------- | ---------------------------------------------------------------------- |
|                                                                        | Adolf Janson                                                           | 859                                                                    | 59,0                                                                   |                                                                        |
|                                                                        | Ludvig Lorichs                                                         | 598                                                                    | 41,0                                                                   |                                                                        |
| Antal giltiga röster                                                   | Antal giltiga röster                                                   | 1,457                                                                  |                                                                        |                                                                        |
| Kasserade röster                                                       | Kasserade röster                                                       | 2                                                                      |                                                                        |                                                                        |
| Totalt                                                                 | Totalt                                                                 | 1,459                                                                  |                                                                        |                                                                        |

Valet ägde rum den 3 september 1905.

### 1908
| Andrakammarvalet i Sverige 1908: Västmanlands västra domsagas valkrets | Andrakammarvalet i Sverige 1908: Västmanlands västra domsagas valkrets | Andrakammarvalet i Sverige 1908: Västmanlands västra domsagas valkrets | Andrakammarvalet i Sverige 1908: Västmanlands västra domsagas valkrets | Andrakammarvalet i Sverige 1908: Västmanlands västra domsagas valkrets |
| Kandidat                                                               | Kandidat                                                               | Röster                                                                 | Röster                                                                 | Röster                                                                 |
| Kandidat                                                               | Kandidat                                                               | Antal                                                                  | %                                                                      | +− %                                                                   |
| ---------------------------------------------------------------------- | ---------------------------------------------------------------------- | ---------------------------------------------------------------------- | ---------------------------------------------------------------------- | ---------------------------------------------------------------------- |
|                                                                        | Adolf Janson                                                           | 1,053                                                                  | 67,8                                                                   | ▲8,8                                                                   |
|                                                                        | Erik Gustafsson (höger)                                                | 624                                                                    | 37,2                                                                   |                                                                        |
|                                                                        | Övriga kandidater                                                      | 1                                                                      | 0,0                                                                    |                                                                        |
| Antal giltiga röster                                                   | Antal giltiga röster                                                   | 1,678                                                                  |                                                                        |                                                                        |
| Kasserade röster                                                       | Kasserade röster                                                       | 3                                                                      |                                                                        |                                                                        |
| Totalt                                                                 | Totalt                                                                 | 1,681                                                                  |                                                                        |                                                                        |

Valet ägde rum den 6 september 1908.